# Latosaari (ö i Birkaland, Tammerfors, lat 61,80, long 23,81)
Latosaari är en ö i Finland. Den ligger i sjön Vankavesi och i kommunen Tammerfors i den ekonomiska regionen Tammerfors och landskapet Birkaland, i den södra delen av landet, 190 km norr om huvudstaden Helsingfors. Öns area är 0,3 hektar och dess största längd är 90 meter i sydöst-nordvästlig riktning.